# Robert H. McNaught
Robert H. McNaught és un astrònom nascut a Escòcia en 1956, descobridor de l'estel no periòdic McNaught el 7 d'agost de 2006.